# الفنانون الجياع

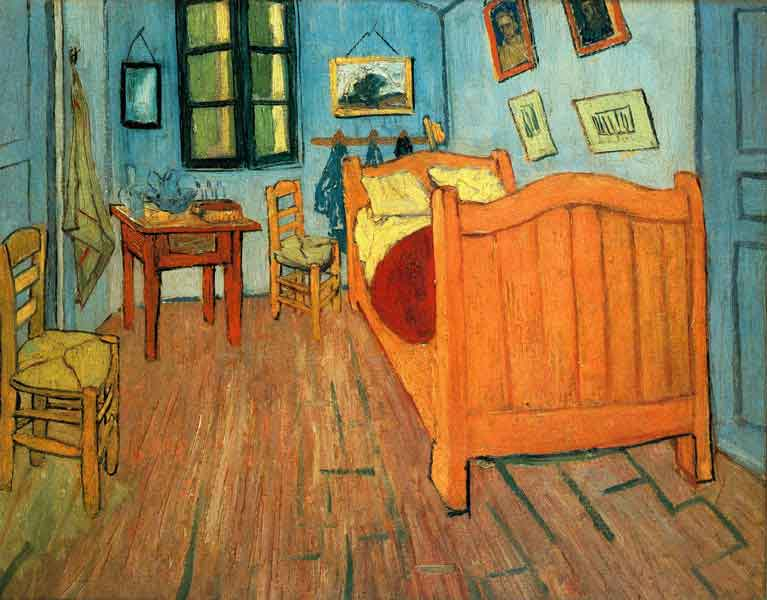
غرفة نوم في آرل (1888), صورة تبين الغرفة التي سكنها الرسام العالمي فان جوخ وكان يؤدي معظم عمله فيها أيضاً.

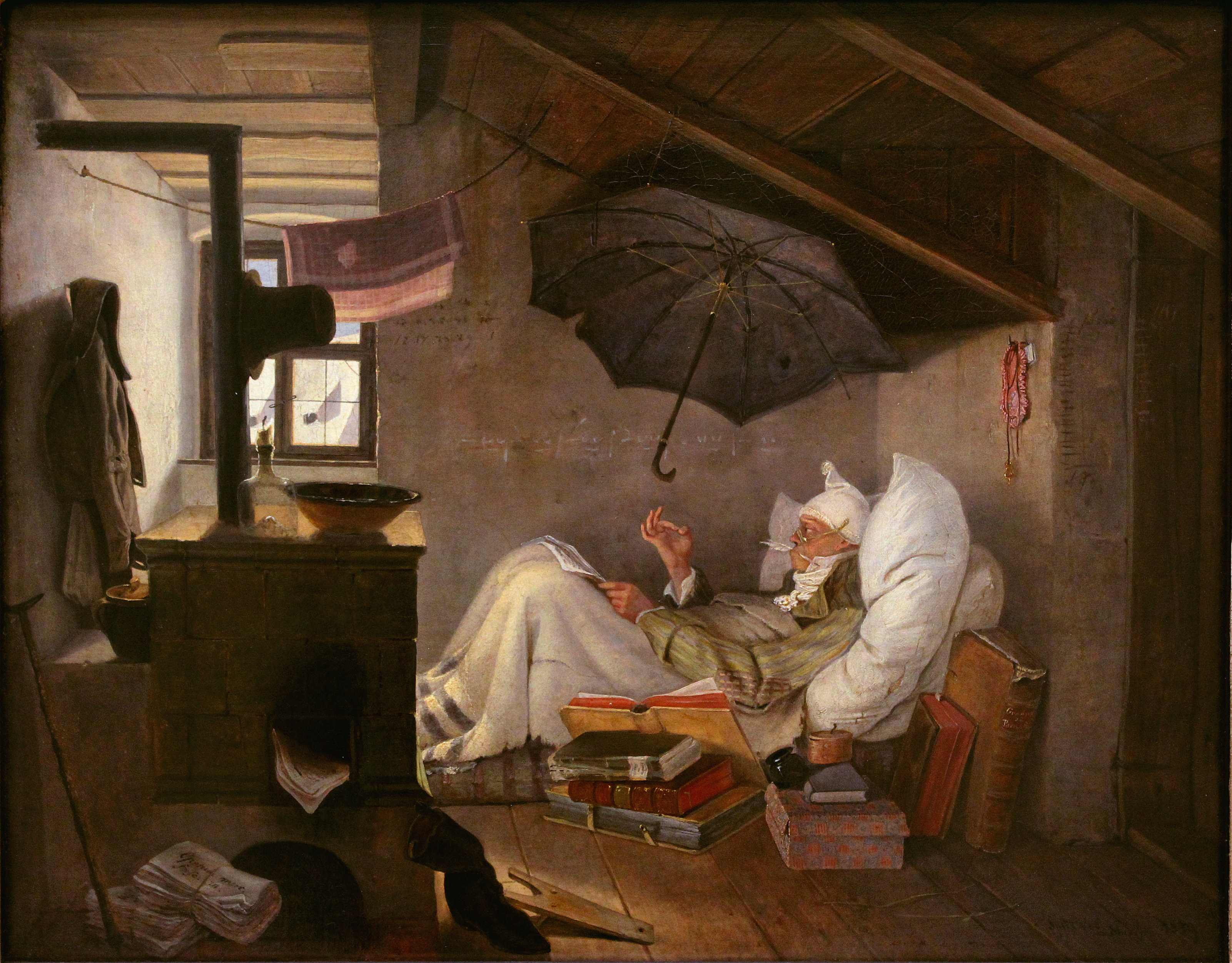
الشاعر الفقير لـِ Carl Spitzweg

الفنانون الجياع مصطلح يطلق على الفنانين الذين اختاروا التضحية بالماديات وإغراءات عالم المادة للتركيز أكثر على فنونهم وإبداعاتهم. عادة ما يعيشون في أقل الظروف المعيشية اختيارياً أو نتيجة صرف جميع ما يملكون من المال على تطوير مهاراتهم ومشاريعهم الفنية.
بعض الفنانيون يرغبون في أن يعيشوا حياة الناجحين بدلالها وترفها، ولكن عادة ما يُواجَهون بصعوبات وتحديات في مجالاتهم الفنية مما يجعلهم ينفقون كل ما لديهم في سبيل صناعة اسمهم. بعضهم يشتغلون في وظائف مؤقتة كأن يكونوا جرسونات في مطاعم أو في المصانع. ولكن رغم شقاء حياتهم لا ينسون تركيزهم الفني وهدفهم الأساس.
آخرون ربما يشعرون بالرغبة الشخصية للعيش في الـ«فقر الطوعي» بغض النظر عن خططهم المستقبلية ومشاريعهم الفنية. وكما وصفهم أحد المؤلفين قائلاً: «الفنانون العظماء يعيشون بلا نقود ويعيشون حياة فقيرة وجائعة كما كان معظم العباقرة في التاريخ. ولكن ما هو الدافع؟ أعتقد بأن هؤلاء الفنانين لا يختارون الفن نفسه وفقط، ولكن يرغبون في أن يعيشوا روح الفن وحياته. يشعرون بأن الفن يعطيهم حياة تعوّضهم كثيراً عن الراحة المفقودة وربما ازدراء الآخرين لحياتهم».

## في الثقافة
«الفنانون الجياع» هو شكل نموذجي من الرومانسية في أواخر القرن الثامن عشر وأوائل القرن التاسع عشر.
مؤسسو هذا المبدأ يعتقدون بأن الفن يكون بصورة أجمل عندما يأتي من أُناس فقراء. وبعد سنوات من ظهور هذا المبدأ، انتشر كثيراً في مظاهر الحياة الأدبية والثقافية حتى ترسّخت صورة لدى الجمهور بأن الفن الحقيقي هو ما يأتي نتيجة صعوبات حياتية ورِقي أخلاقي. على الطرف الآخر هناك من يعارض هذا المبدأ قائلاً بأن الفقر والحياة الصعبة تسرق تفكيرنا اليومي فتكون عائقاً نحو الإبداع.
جُسِّد مفهوم «الفنانون الجياع» في كثير من اللوحات والأعمال الأدبية. كتب (هنري مورجير) عن حوالي أربعة من الفنانين الذين يعانون من المجاعة في إحدى كتبه الذي انتشر كثيراً ويُعتبَر من المؤلفات المهمة التي ساهمت في تكوين هذا المبدأ. (فرانز كافكا) كتب قصة قصيرة تسمى «جوع الفنان» عام 1924 حول رجل اُشتُهِر بحياته المتقشفة.

## مثال حديث
قد يلفت العديدين إليهم الأنظار بسبب امتلاكهم الكثير من الأشياء مثل السيارات والمباني، ولكن الأمر بالنسبة لـ (أندرو هايد) ليس كذلك على الإطلاق. تمكن هايد من جذب الأنظار إليه بسبب قلة ما يمتلكه، حيث لا يمتلك إلا 15 قطعة من الملابس والممتلكات الشخصية.
لا يرجع السبب في هذا إلى أنه فقير، أو لبطالته، ففي حقيقة الأمر يعد (هايد) من أمهر المتخصصين في التكنولوجيا الحديثة، فهو يعمل كخبير تكنولوجي ومدرب للموظفين بالشركات الصغيرة. كما أنه مؤسس شركة "Startup Weekend" والمسؤول التنظيمي عن المؤتمرات الثقافية والمناظرت لـ"TEDxGBoulder" مما يضطره للسفر كثيرًا طوال الوقت من نيويورك إلى وادي السيليكون لمتابعة أعماله.
ولا يعيش (هايد) في منزل أو شقة، وعندما لا يعمل، يقوم بالكثير من الرحلات وهو يحمل على ظهره كل ما يملك من مقتنيات والتي يصل عددها إلى 15 قطعة فقط. ويبرر (أندرو) ذلك بأنه كان دائماً من المؤمنين بفكرة التقليل والحد من الاستهلاك أو ما يطلق عليه «حياة بسيطة» وكان قد بدأ تنفيذ ما يؤمن به بأن حاول التعايش مع استخدام 100 قطعة من المقتنيات فقط، ولكن في أغسطس 2010 قرر أن يأخذ على عاتقه تنفيذ معتقده بشكل أكثر تعمقًا، فحد مما كان يمتلكه ليصل عدد مقتنياته إلى 15 قطعة فقط. ويقول (أندرو) إن عملية تنازله عما كان يعيش فيه، ومحاولة التعايش مع عدد محدود من الأشياء لم تكن سهلة على الإطلاق. فبدأ بتحديد عدد ما يستخدمه من قطع ملابسه لتصل إلى قميصين، وسروال واحد، وسروال قصير، وخف ونظارة شمسية واحدة ولباس داخلي. ثم أضاف أشياء لم يكن بمقدوره التخلي عنها مثل آيباد، كاميرا، حقيبة ظهر، مناديل، منشفة، قلم حبر، كابل توصيل بالكهرباء وشاحن واحد فقط.